# فرانکناو اونترپولندورف
فرانکناو اونترپولندورف (به آلمانی: Frankenau-Unterpullendorf) یک در اتریش است که در ناحیه اوبرپولندورف واقع شده‌است.

## خصوصیات
فرانکناو اونترپولندورف ۱٬۲۰۷ نفر جمعیت دارد.